# Saint-Maurice-de-Lignon
Saint-Maurice-de-Lignon is een gemeente in het Franse departement Haute-Loire (regio Auvergne-Rhône-Alpes). De plaats maakt deel uit van het arrondissement Yssingeaux. Saint-Maurice-de-Lignon telde op 1 januari 2022 2.666 inwoners.

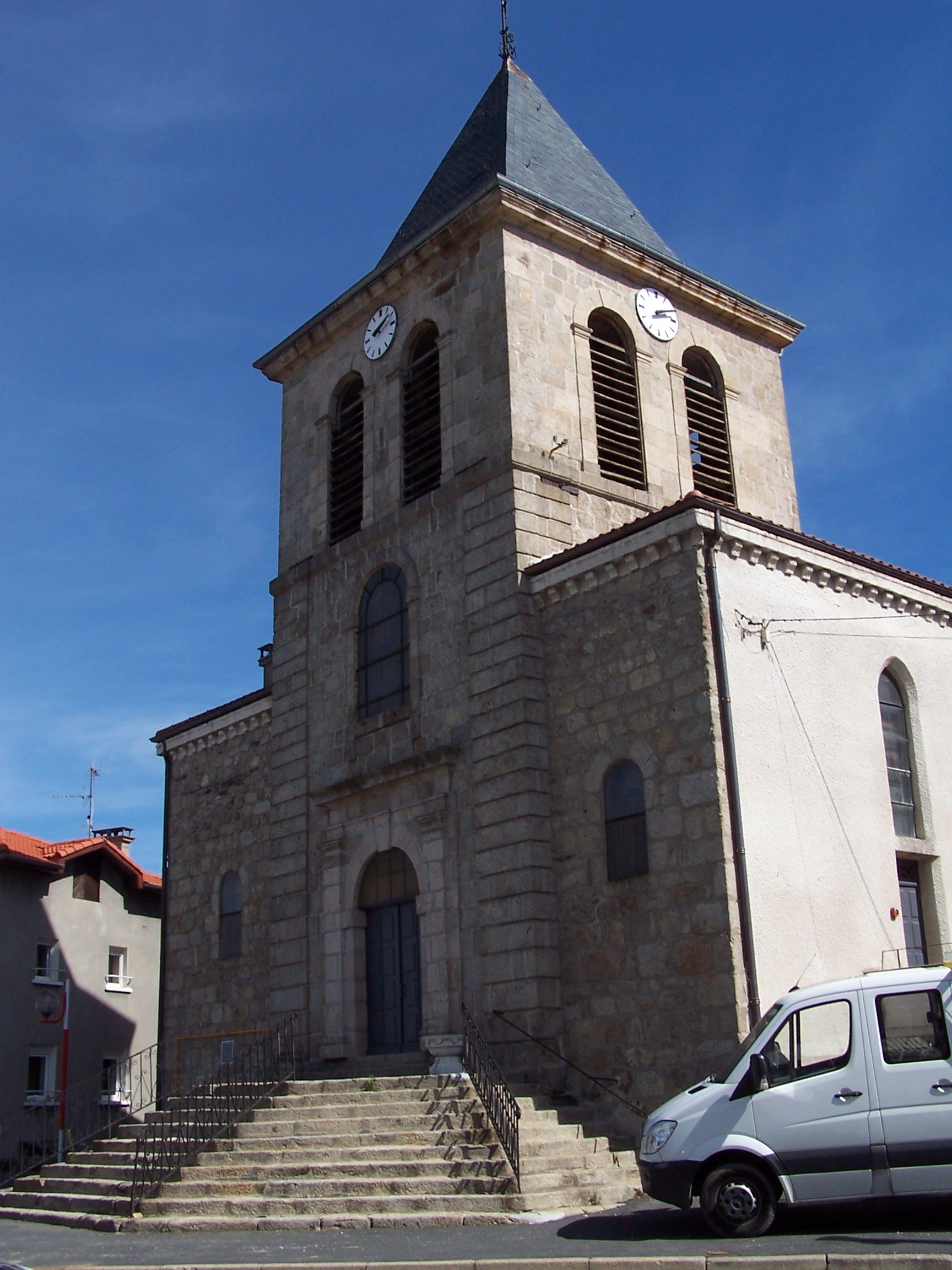
Kerk Saint-Maurice
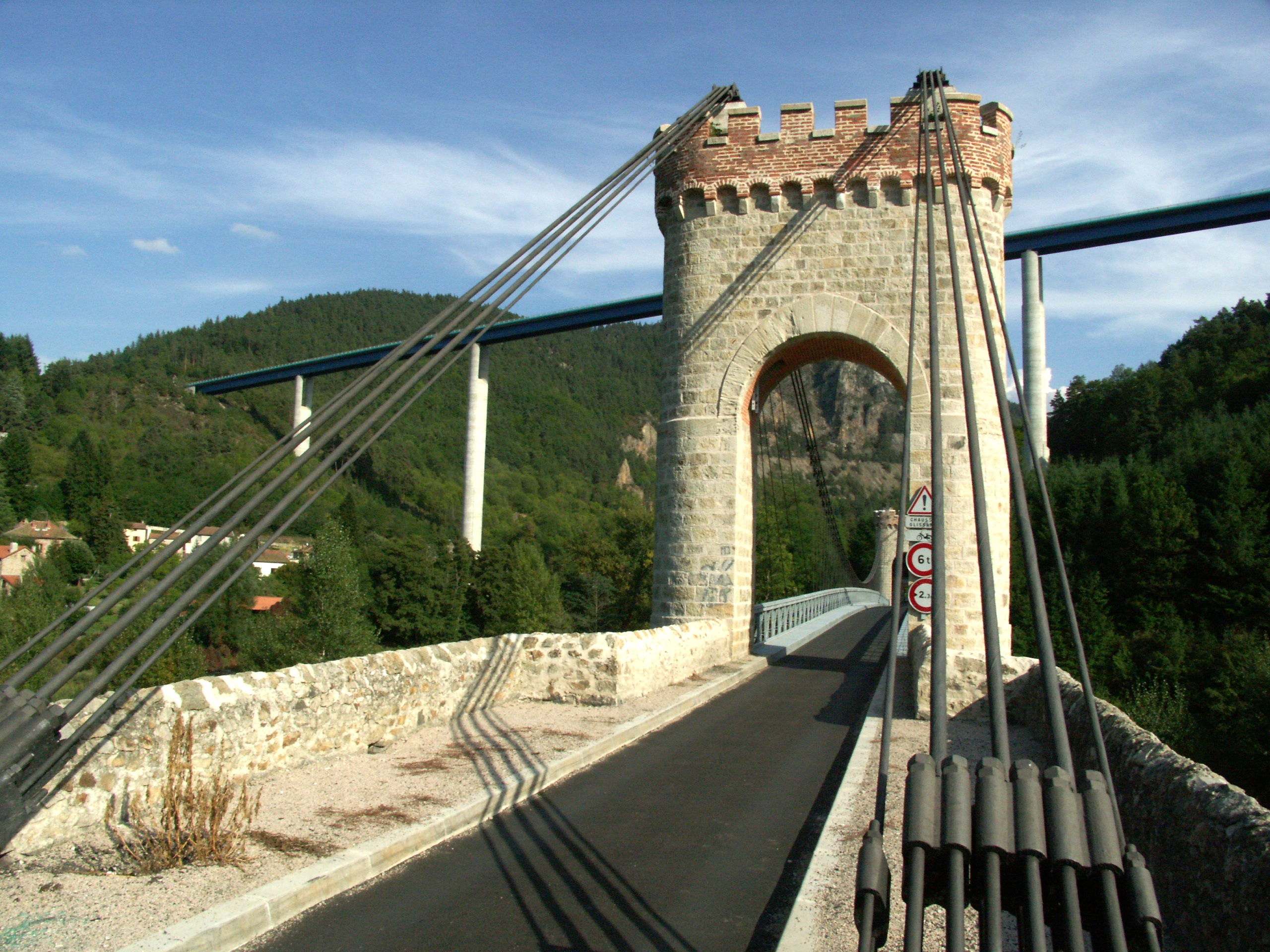
Brug van Saint-Maurice-de-Lignon
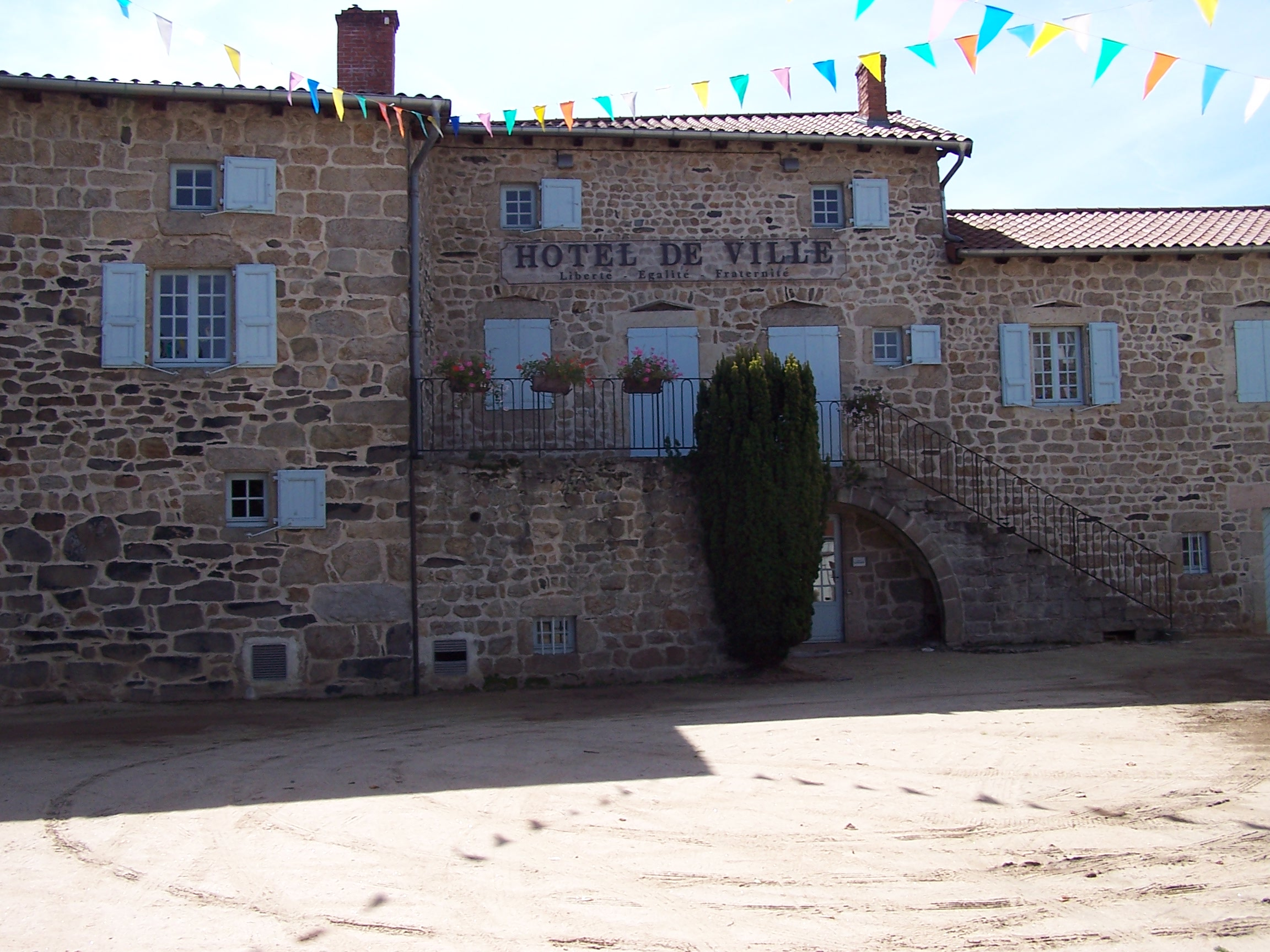
Stadhuis

## Geografie
De oppervlakte van Saint-Maurice-de-Lignon bedroeg op 1 januari 2022 30,23 vierkante kilometer; de bevolkingsdichtheid was toen 88,2 inwoners per km².

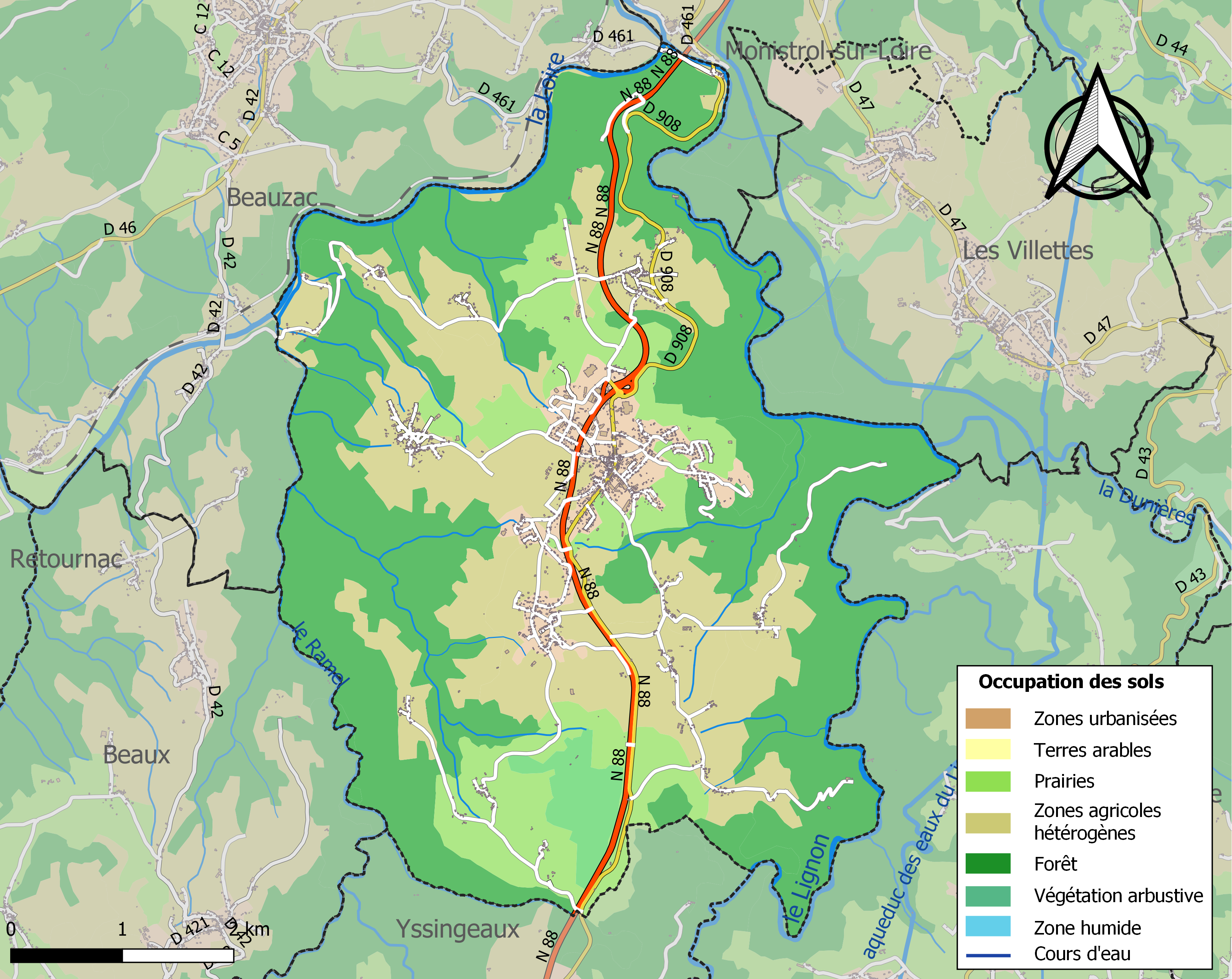
Kaart van de gemeente met de belangrijkste infrastructuur, bodemgebruik en omliggende gemeenten

## Demografie
Onderstaande figuur toont het verloop van het inwonertal (bron: INSEE-tellingen).